# Henry Such
Henry Such (Londres, 1872 - [...?]), fou un músic anglès.
Va fer els seus estudis a Berlín, on s'especialitzà en el violí i perfeccionà la seva tècnica amb els professors Joachim i August Wilhelmj. Després de donar-se a conèixer avantatjosament com a solista en els principals centres musicals europeus, establí la seva residència a Londres, i fou nomenat professor de violí de la Guildhall School of Music and Drama.